# William Lawrence Bragg
William Lawrence Bragg (Adelaida, Australia Meridional, Australia, 31 de marzo de 1890-Ipswich, Inglaterra, 1 de julio de 1971) fue un físico británico galardonado en 1915 con el Premio Nobel de Física junto con su padre William Henry Bragg "por sus contribuciones a la cristalografía de rayos X".

## Nacimiento y nacionalidades
Nació en la ciudad de Adelaida, capital de Australia Meridional, que en aquellos momentos formaba parte del Imperio británico. Aunque su nacionalidad de nacimiento fue la británica, ya que Australia formaba parte en aquellos momentos del Imperio británico, se reconoce su nacionalidad australiana.

## Educación y carrera académica
Hijo del físico británico William Henry Bragg, comenzó a estudiar, en 1904, con tan solo 15 años, matemáticas, física y química en la Universidad de Adelaida. Se graduó en 1908, a los 18 años. Ese mismo año su padre aceptó un trabajo en la Universidad de Leeds, y la familia se trasladó a Inglaterra. En el otoño de 1909 ingresó al Trinity College de Cambridge. Se graduó en matemáticas a pesar de estar en cama con neumonía cuando tuvo que hacer el examen. Posteriormente se dedicó al estudio de la física, y se graduó en 1911. Fue profesor de la Universidad Victoria de Mánchester (1919-1937) y fue nombrado director del Laboratorio Nacional de Física (1937-1938). En 1938 fue nombrado profesor de física experimental de la Universidad de Cambridge, donde desarrolló su trabajo de investigación tras la Segunda Guerra Mundial.

## Reconocimientos
Recibió el premio Nobel de Física en 1915, junto con su padre. William Lawrence Bragg con 25 años es la segunda persona más joven que ha recibido este premio.
Obtuvo en 1931 la medalla Hughes, concedida por la Royal Society «por su trabajo pionero en la elucidación de la estructura cristalina mediante análisis de rayos X». y en 1941 fue honrado con el título de caballero (sir).
El asteroide (11150) Bragg lleva este nombre en su memoria.

## Investigaciones científicas

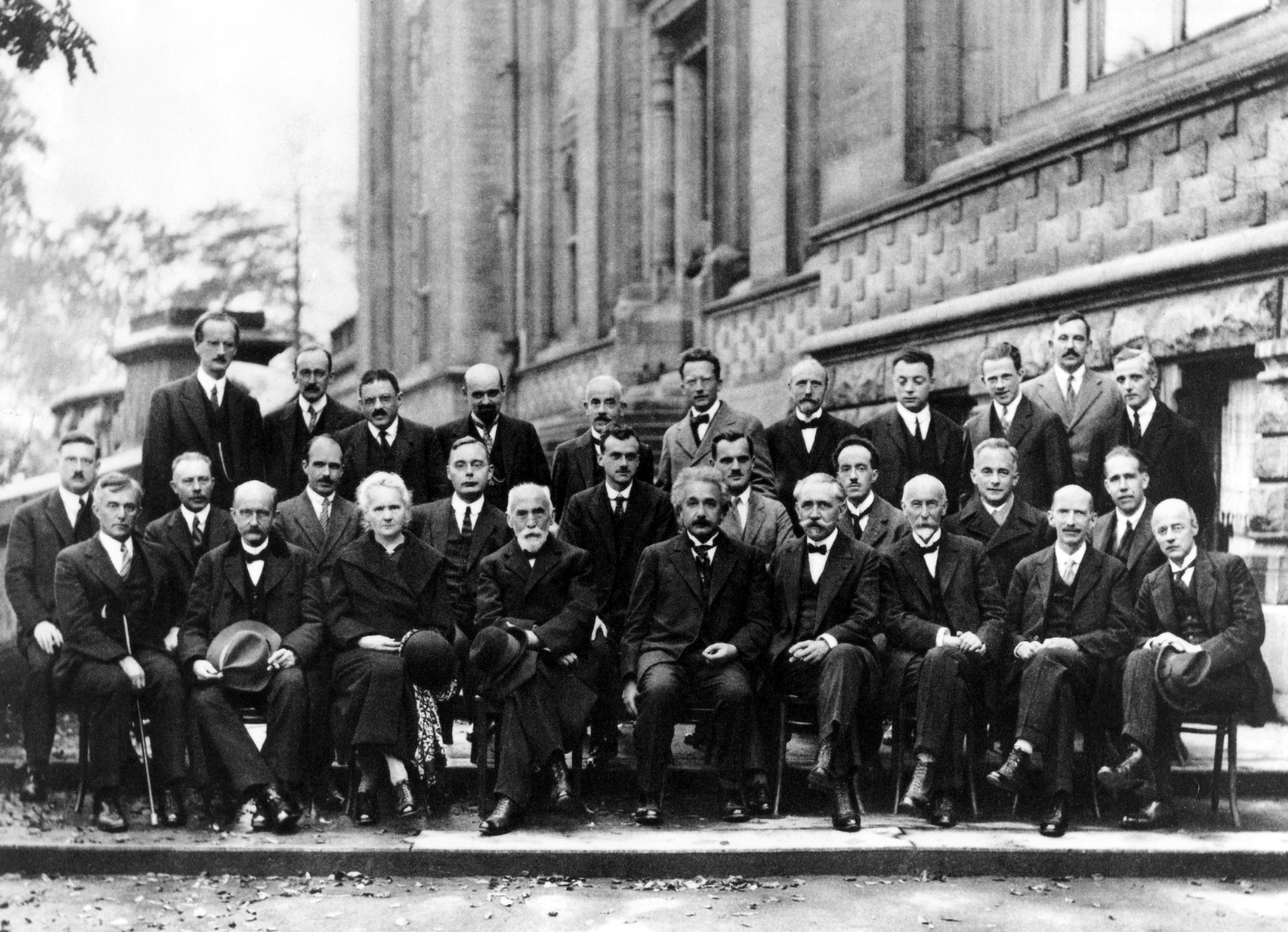
Conferencia Solvay de 1927: Bragg el tercero por la izquierda de la segunda fila, sentado entre Martin Knudsen y Hendrik Anthony Kramers, justo detrás de Marie Curie.

Colaboró en las investigaciones que estaba llevando a cabo su padre en cuanto a los fenómenos de refracción y difracción de los rayos X, que le llevaron a desarrollar la ley de Bragg.

## Escritos
- con W. H. Bragg: X-rays and Crystal Structure, London, G. Bell, 1918;
- con W. H. Bragg: A General Survey (of the Crystalline State), 4 vol., London, G. Bell (1933-1965);
- Atomic Structure of Minerals (1937)